# 式下郡
式下郡为奈良縣過去轄下的一個郡，已於1897年4月1日與式上郡、十市郡合併為磯城郡。
在1880年實施郡區町村編制法時的轄區包括現在的川西町、三宅町、天理市的南端小部分區域、田原本町北半部地區。

## 歷史
在令制國時代屬於大和國，由於位於磯城，最初被稱為城下郡。10世紀時依據和名類聚抄，其下設有賀美鄉、大和鄉、三宅鄉、鏡作鄉、黑田鄉、室原鄉。
江戶時代此區域被分割為幕府直屬領、旗本、郡山藩的領地。
19世紀明治維新後，原屬奈良奉行管轄的幕府直屬領及旗本領地改隸屬新政府設立的奈良縣，其他區域在1871年實施廢藩置縣後分別隸屬郡山縣，但在同一年的府縣整併中，全數被併入奈良縣；1876年的第二次府縣整併中，奈良縣遭到廢除，改隸屬堺縣管轄，不過到了1881年又因堺縣被廢除改隸屬大阪府，直到1887年重新設立了奈良縣，才恢復隸屬奈良縣轄下。
在1880年實施郡區町村編制法時，正式的設置了近代的行政區劃「式下郡」，並在式上郡三輪村（位於現在的櫻井市）設置「三輪郡役所」，由於郡役所同時也負責管轄周邊的十市郡、式上郡、宇陀郡，因此後來又改稱為「十市式上式下宇陀郡役所」。

### 沿革

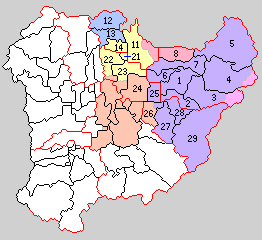
1889年式下郡轄下的行政區劃：
11.川東村、12.川西村、13.三宅村、14.都村
（紅色：現屬天理市、黄色：現屬田原本町、青：未曾參與合併、1 - 8屬式上郡、21 - 29屬十市郡）

- 1889年4月1日：實施町村制，式下郡下設：川東村（日语：川東村 (奈良県)）、川西村、三宅村、都村（日语：都村 (奈良県)）。（4村）
- 1897年4月1日：實施郡制（日语：郡制），同時與式上郡、十市郡合併為磯城郡。